# Udruga
Udruge su svaki oblik slobodnog i dobrovoljnog udruživanja više fizičkih i pravnih osoba. Te se osobe udružuju u udruge radi zaštite nekih zajedničkih vrijednosti, interesa i ciljeva, odnosno radi:
- Zaštite ljudskih prava i sloboda
- Radi ekoloških, humanitarnih, informacijskih, kulturnih, nacionalnih, socijalnih, prosvjetnih, športskih, tehničkih, zdravstvenih, znanstvenih i drugih uvjerenja i ciljeva.[1]

Udruga je pravni subjekt za rad društvenog poduzetnika. Udruge su nezaobilazni partneri u provedbi razvojnih projekata.[nedostaje izvor]
Udruge su korektivni mehanizam nepostojanju ili nefunkcioniranju institucija društva, zaštitar javnog dobra.[nedostaje izvor]
Zakon o udrugama u Hrvatskoj uređuje pravni položaj udruga, a u 2020. bilo je registrirano 51 679 udruga.

## Vanjske poveznice
- Hrvatski zakon o udugama
- Ministarstvo uprave  Arhivirana inačica izvorne stranice od 7. prosinca 2012. (Wayback Machine)